# Robert Langdon
Robert Langdon (Exeter, Nuevo Hampshire, Estados Unidos, 22 de junio de 1963) es un personaje ficticio, cuya carrera es la de profesor de iconología y simbología religiosa en la Universidad de Harvard.  Es conocido por aparecer en las novelas de Dan Brown: Ángeles y demonios (2000), El código Da Vinci (2003), El símbolo perdido (2009), Inferno  (2013) y Origen (2017). Es profesor de historia, historiador de arte, iconología religiosa y de simbología (una rama de estudio ficticia relacionada con el estudio de símbolos históricos, que no tiene conexión con la disciplina de la semiología), en la Universidad de Harvard.
Tom Hanks personificó a Robert Langdon en la adaptación cinematográfica de 2006 El código da Vinci, también actuó en la adaptación de 2009, Ángeles y Demonios y en la adaptación de 2016, Inferno. Robert Langdon usa un reloj de muñeca con una imagen del personaje de Disney, Mickey Mouse.

## Desarrollo del personaje
El personaje fue creado como un alter ego de Dan Brown, quién nació el 22 de junio de 1963 en Exeter, Nuevo Hampshire, Estados Unidos, al igual que el profesor Langdon según menciona en uno de sus libros. El nombre de Langdon es un homenaje a John Langdon, diseñador gráfico, pintor, escritor y profesor de tipografía en la Universidad Drexel, quien además ha trabajado conjuntamente con Dan Brown en la creación de ambigramas para los libros El código Da Vinci y Ángeles y demonios.

## Descripción

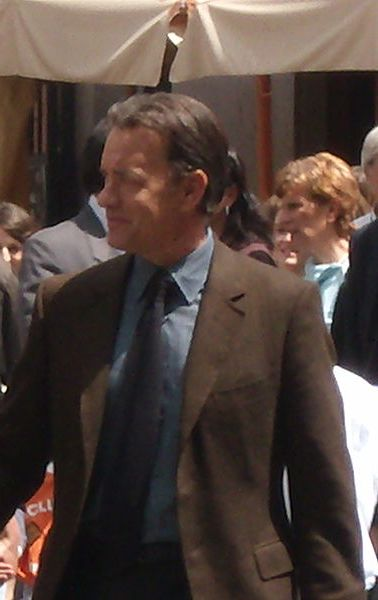
Tom Hanks como Robert Langdon en el Panteón.

Pequeños detalles físicos han sido dados por Brown sobre Robert Langdon. En El código Da Vinci se describe como un Harrison Ford  con chaqueta de Tweed y además se dice que su voz, según sus compañeras femeninas de la Universidad, es como  terciopelo en los oídos. En El símbolo perdido, Robert Langdon es descrito con un excelente estado físico (gracias a los largos en la piscina de la universidad que realiza cada mañana). En Inferno se aclara que es apuesto, alto y con abundante cabello castaño, además de ser una persona muy educada y de buen corazón.  En Ángeles y demonios, Langdon es descrito como un hombre de unos cuarenta y cinco años, con un físico envidiable (debido a que, gracias sus cincuenta largos al día en la piscina de Harvard, aún conserva el cuerpo de nadador de su juventud), y con lo que sus compañeras llaman "un atractivo erudito": espeso cabello castaño con toques de gris, voz profunda y cautivadora, sonrisa alegre y espontánea de un estudiante, ojos azules penetrantes y de metro ochenta. También se menciona que posee tres amores: la simbología, el waterpolo y su soltería, y que su vestimenta habitual es un jersey de cuello alto y una chaqueta de tweed. 
Fue un clavadista en el Phillips Exeter Academy y juega waterpolo saltando a cuerda colegial igual de bien. Su apodo es  "el Delfín"  no solo por su gran habilidad para zambullirse en el agua y burlar al equipo contrario en waterpolo, sino también por su amigable actitud. Sufre de claustrofobia, el miedo de los espacios cerrados debido a un accidente que tuvo durante su infancia, a los 7 años,  cuando cayó a un pozo en el que estuvo toda una noche. Siempre lleva con él un reloj de Mickey Mouse, edición de coleccionistas, para recordar que siempre tiene que ser joven de voluntad y espíritu, siendo este muy preciado para Langdon.
En la adaptación cinematográfica de "El código Da Vinci", el profesor Langdon casi tiene una memoria eidética prestigiosa y un fenomenal talento para resolver problemas de toda índole. Se le describe como un hombre habitualmente atractivo para las mujeres, llegando a intimar con Vittoria Vetra y enamorando a Sophie Neveu. Aunque más tarde, ambas mujeres abandonaron la vida de Langdon.

## Obras
En los libros de Dan Brown, El código Da Vinci, Angeles y Demonios, El símbolo perdido e Inferno, se menciona que Langdon ha escrito seis libros:
- The Symbology of Secret Sects
- The Art of the Illuminati: Part 1
- The Lost Language of Ideograms
- Religious Iconology
- Symbols of the Lost Sacred Feminine
- Christian Symbols in the Muslim World

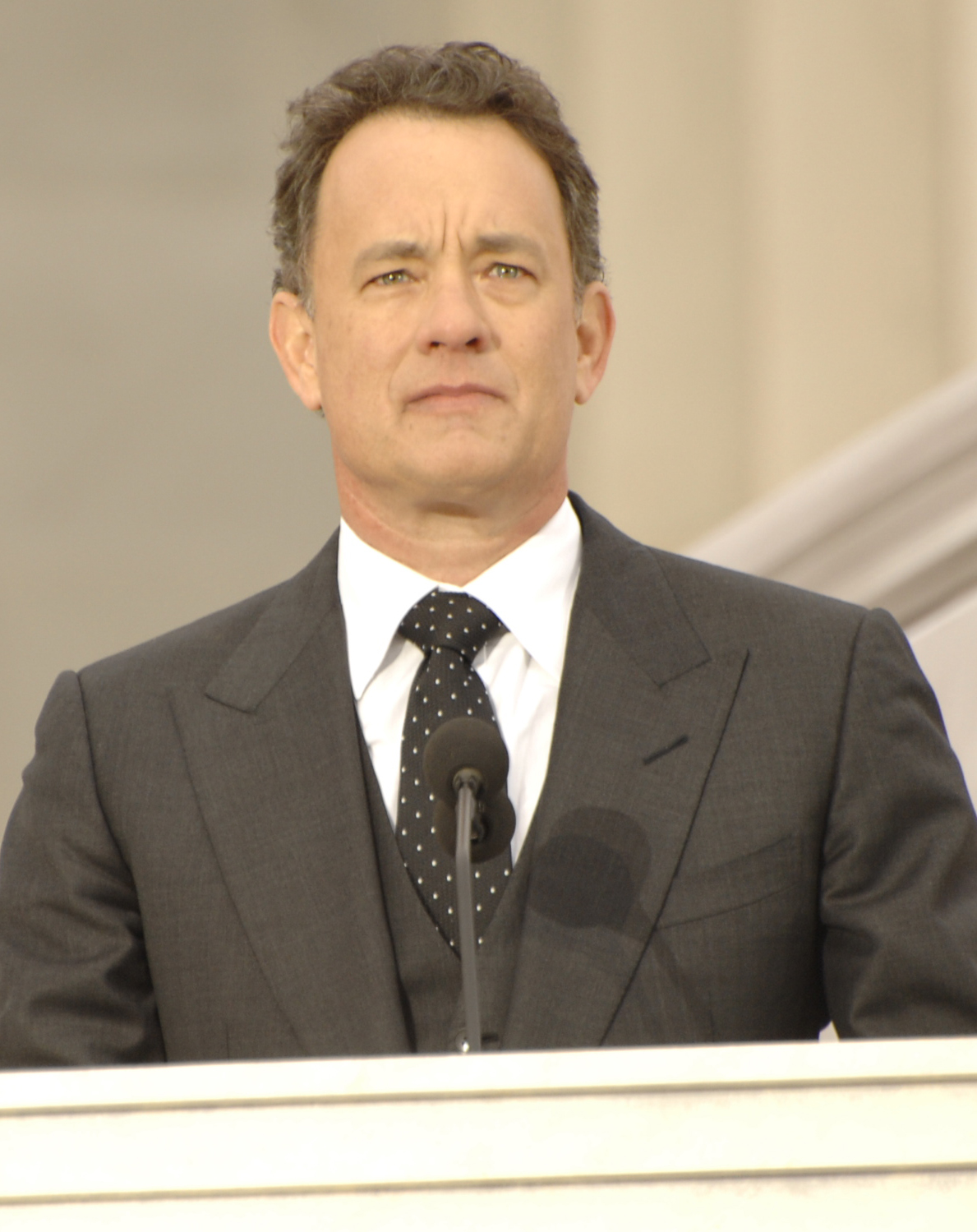
Tom Hanks

## Compañeras
- Vittoria Vetra (Ángeles y demonios). Hija del científico Leonardo Vetra, acompaña al profesor para hallar al asesino de su padre y salvar al Vaticano de un atentado fruto de una conspiración. Estudia la interconexión de los sistemas de vida y se la describe como atractiva y divertida.
- Sophie Neveu (El código Da Vinci). La nieta de Jacques Sauniere, compañera de Robert Langdon en su búsqueda del mitológico Santo Grial. Es inteligente, misteriosa y muy de vez en cuando muestra su lado más sensible. Robert y ella se acercan bastante y llegan a compartir muchos momentos íntimos.
- Katherine Solomon (El símbolo perdido). Especialista en ciencias noéticas, es la hermana del importante masón y filántropo Peter Solomon. Acompaña a Langdon en una contrarreloj en la que un despiadado asesino amenaza con matar a Peter Solomon si Langdon no descifra para él un antiguo misterio. Es una antigua amiga de Langdon y le tiene un gran afecto.
- Sienna Brooks (Inferno). Médico de un hospital en Florencia, que atiende a Robert Langdon tras su accidente. Al salvarle la vida de un intento de asesinato, termina acompañándolo para saber qué busca y quién quiere matarlo y así, evitar una catástrofe a nivel mundial.
- Ambra Vidal (Origen). Directora del museo donde se hace la presentación de Kirsch, debe huir con Langdon hacia Barcelona para localizar la críptica contraseña que les dará acceso al revolucionario secreto de Kirsch

## Interpretación en el cine
El actor estadounidense Tom Hanks es quien da vida a este personaje en las adaptaciones cinematográficas de tres de la novelas de Dan Brown, todas dirigidas por Ron Howard.
- El código Da Vinci (2006).
- Ángeles y demonios (2009).
- Inferno (2016).